# Sam Malcolmson
Samuel Malcolmson (ur. 4 lutego 1947 w Wielkiej Brytanii, zm. 18 września 2024 w Auckland) – nowozelandzki piłkarz, reprezentant kraju.

## Kariera piłkarska
Karierę rozpoczął w 1971 w klubie Airdrieonians. W 1972 miał krótki epizod w Queen of the South. W 1973 miał krótki epizod w Albion Rovers F.C. W 1974 przeszedł do Wellington Diamond. Grał tam przez dziewięć lat. W 1983 zakończył karierę piłkarską.

## Kariera reprezentacyjna
Karierę reprezentacyjną rozpoczął w 1976. W 1982 został powołany przez trenera Johna Adsheada na mistrzostwa świata 1982, gdzie reprezentacja Nowej Zelandii odpadła w fazie grupowej. Karierę zakończył w 1983, a w reprezentacji zagrał w piętnastu spotkaniach i strzelił dwie bramki.